# Plumergat
Plumergat [plymɛʁgat] est une commune française, située dans le département du Morbihan en région Bretagne. Plumergat fait partie de la communauté de communes Auray Quiberon Terre Atlantique.

## Géographie

### Localisation
Le bourg de Plumergat est situé à vol d'oiseau à 10 km au nord-est de Auray, à 10 km au nord-ouest de Vannes et à 35 km à l'est de Lorient.
| Pluvigner | Brandivy                              | Grand-Champ |
| Brech     | Plumergat                             |             |
| Auray     | Pluneret Sainte-Anne-d'Auray Pluneret | Plescop     |

### Géographie physique
Le bourg de Mériadec, qui compte environ 700 habitants, est à cheval sur les communes de Plumergat et Pluneret.
| - Carte topographique de la commune de Plumergat. |

### Hydrographie
Pour un article plus général, voir Réseau hydrographique du Morbihan.
La commune est située dans le bassin Loire-Bretagne. Elle est drainée par l'Auray, le Sal, le ruisseau de Pont normand, le Cordier, le Goah Kérubé, le ruisseau de Guersac'h et divers autres petits cours d'eau,.
L'Auray, d'une longueur de 56 km, prend sa source dans la commune de Plaudren et se jette  dans la baie de Quiberon en limite de Locmariaquer et de Baden, après avoir traversé dix communes. 
Le Sal, d'une longueur de 24 km, prend sa source dans la commune de Grand-Champ et se jette  dans l'Auray entre Pluneret et Le Bono, après avoir traversé six communes. 

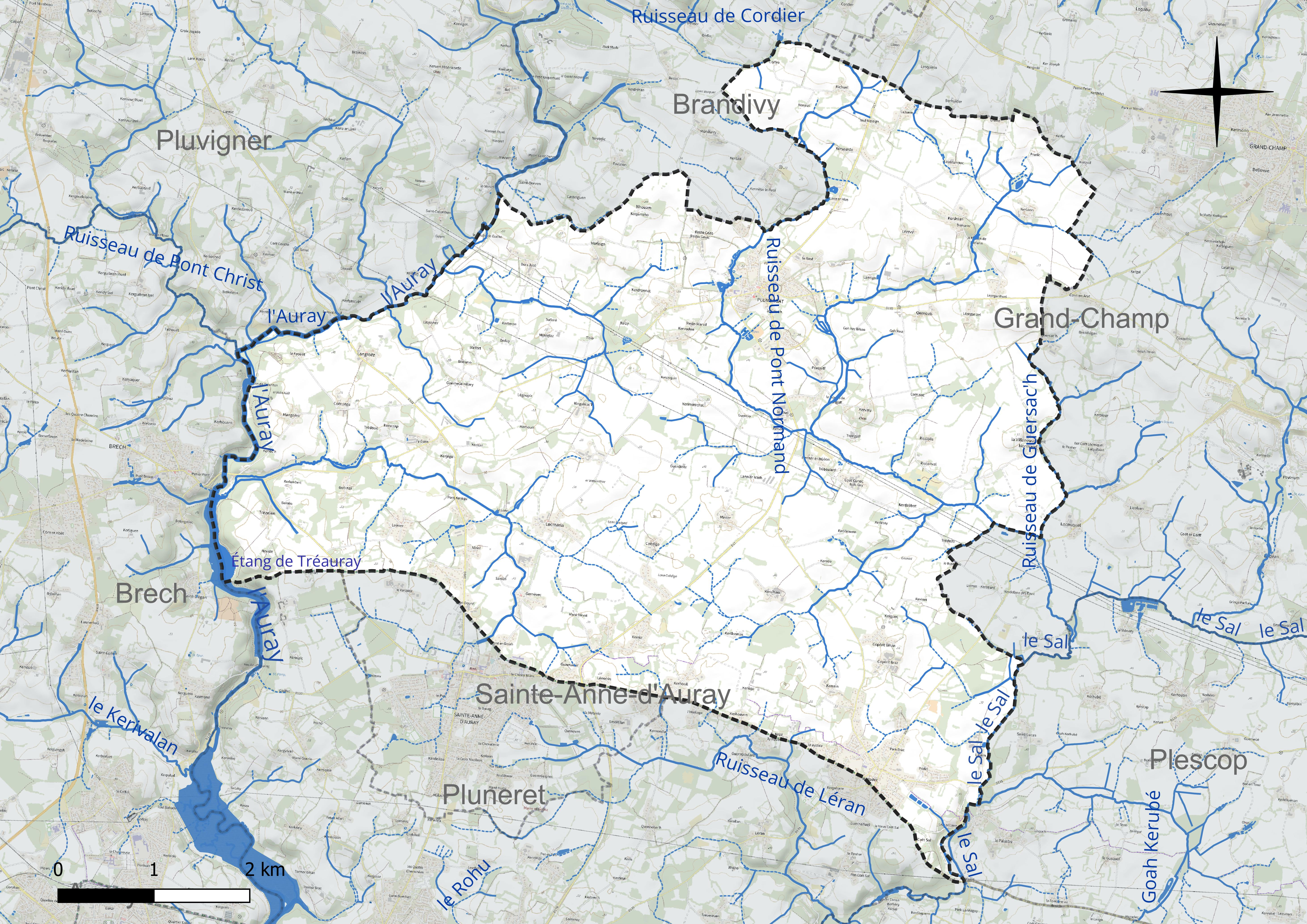
Réseau hydrographique de Plumergat.

Un plan d'eau complète le réseau hydrographique : l'étang de Tréauray, d'une superficie totale de 24,5 ha (7,42 ha sur la commune),.

### Climat
Pour des articles plus généraux, voir Climat de la Bretagne et Climat du Morbihan.
En 2010, le climat de la commune est de type climat océanique franc, selon une étude du CNRS s'appuyant sur une série de données couvrant la période 1971-2000. En 2020, Météo-France publie une typologie des climats de la France métropolitaine dans laquelle la commune est exposée à un climat océanique et est dans la région climatique  Bretagne orientale et méridionale, Pays nantais, Vendée, caractérisée par une faible pluviométrie en été et une bonne insolation. Parallèlement l'observatoire de l'environnement en Bretagne publie en 2020 un zonage climatique de la région Bretagne, s'appuyant sur des données de Météo-France de 2009. La commune est, selon ce zonage, dans la zone « Intérieur », exposée à un climat médian, à dominante océanique.  
Pour la période 1971-2000, la température annuelle moyenne est de 11,8 °C, avec une amplitude thermique annuelle de 11,9 °C. Le cumul annuel moyen de précipitations est de 896 mm, avec 13,3 jours de précipitations en janvier et 6,8 jours en juillet. Pour la période 1991-2020, la température moyenne annuelle observée sur la station météorologique la plus proche, située sur la commune d'Auray à 9 km à vol d'oiseau, est de 12,6 °C et le cumul annuel moyen de précipitations est de 969,3 mm,. Pour l'avenir, les paramètres climatiques de la commune estimés pour 2050 selon différents scénarios d'émission de gaz à effet de serre sont consultables sur un site dédié publié par Météo-France en novembre 2022.

## Héraldique
Le blason :
Le blason de Plumergat
Chaque teinte, chaque figure a son histoire.
Les trois couleurs dominantes sont une synthèse des armoiries des anciennes seigneuries de Plumergat avant le XVIIIe siècle, à savoir : les gueules (rouge), l’argent et l’hermine.
Les douze hermines représentent les églises et chapelles de la commune. Onze sont en noir pour les bâtiments encore présents ; une en blanc, tel un fantôme, en souvenir des chapelles ayant existé par le passé (elles ont aujourd’hui disparu, sauf dans la mémoire d'anciens).
Les trois épis de seigle rappellent le caractère léger des terres de la commune, plus propres à la culture de cette céréale qu’à celle du blé. Chaque épi représente l’un des aspects essentiels de cette plante dans les siècles passés, à savoir aliment des hommes et parfois des bêtes, couverture naturelle des habitations et litière des animaux.

## Urbanisme

### Typologie
Au 1er janvier 2024, Plumergat est catégorisée bourg rural, selon la nouvelle grille communale de densité à sept niveaux définie par l'Insee en 2022.
Elle est située hors unité urbaine. Par ailleurs la commune fait partie de l'aire d'attraction de Vannes, dont elle est une commune de la couronne,. Cette aire, qui regroupe 47 communes, est catégorisée dans les aires de 50 000 à moins de 200 000 habitants,.

### Occupation des sols
L'occupation des sols de la commune, telle qu'elle ressort de la base de données européenne d’occupation biophysique des sols Corine Land Cover (CLC), est marquée par l'importance des territoires agricoles (91 % en 2018), une proportion sensiblement équivalente à celle de 1990 (91,6 %). La répartition détaillée en 2018 est la suivante : 
zones agricoles hétérogènes (40,7 %), terres arables (36,3 %), prairies (14 %), zones urbanisées (5 %), forêts (3,8 %), eaux continentales (0,2 %). L'évolution de l’occupation des sols de la commune et de ses infrastructures peut être observée sur les différentes représentations cartographiques du territoire : la carte de Cassini (XVIIIe siècle), la carte d'état-major (1820-1866) et les cartes ou photos aériennes de l'IGN pour la période actuelle (1950 à aujourd'hui).

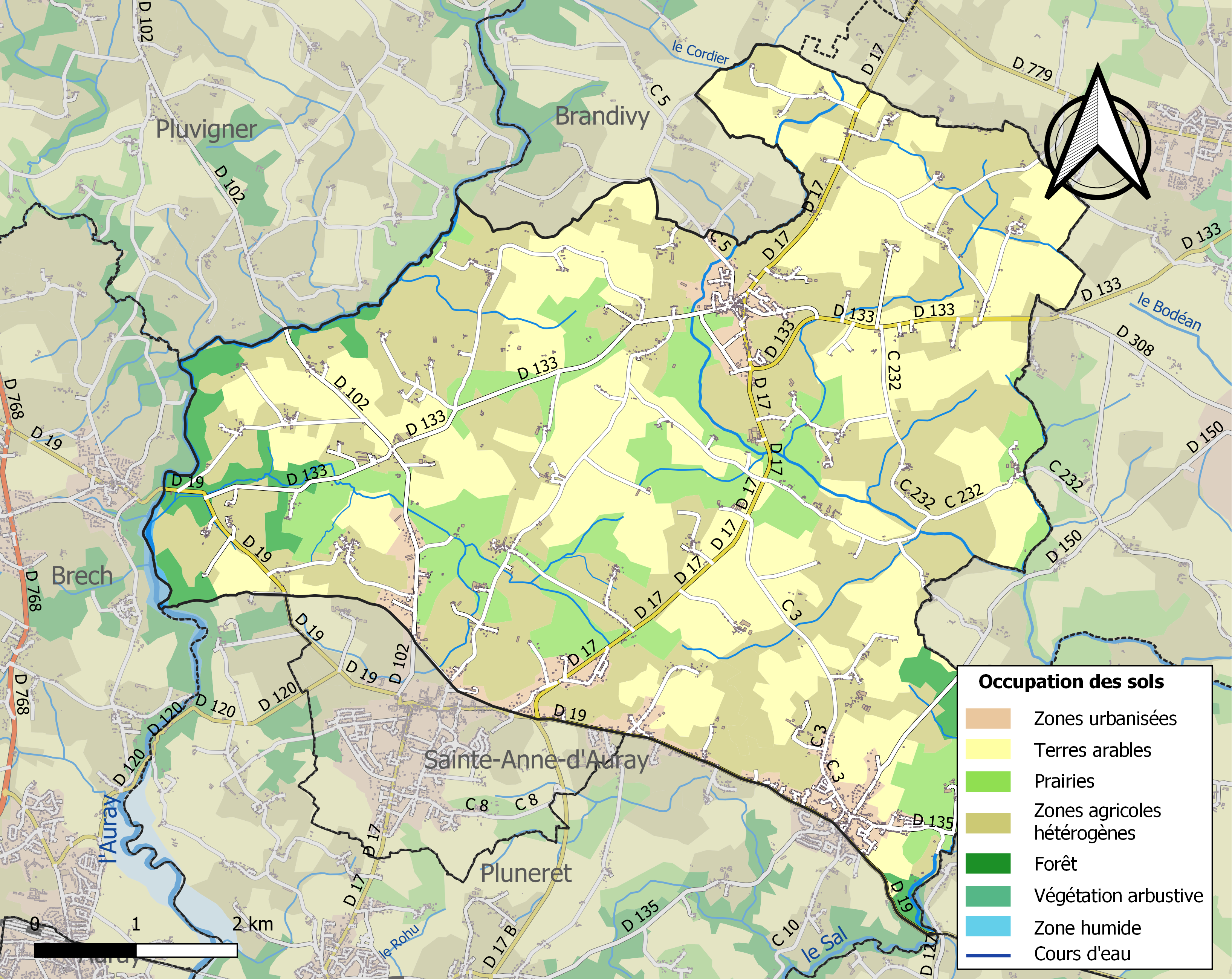
Carte des infrastructures et de l'occupation des sols de la commune en 2018 (CLC).

## Toponymie
Le nom de la localité est mentionné sous les formes Plomorcat en 1045, Ploimeagat en 1251, Ploimargat en 1265, Ploemergat en 1453, Ploimergat en 1516, Plumargat en 1558, Pleumergat en 1636.
Plumergat, en breton Pluvergad.
La commune semble tenir son nom de Morgat provenant de Ergat, chef breton ayant fondé le village, sanctifié en Saint Ergat[réf. nécessaire]. Une autre étymologie proposée fait dériver de Ploe Maelcat (paroisse de saint Maelcat, du vieux breton mael « chef » et cat « combat)[source insuffisante].

## Histoire

### Antiquité
Une stèle funéraire a été trouvée, elle porte l'inscription gauloise suivante : vabros [—-]at atrebo aganntobo durneo giapo « vabros a dressé (?) (ceci) aux pères borneurs pour Giapos fils de Durnos ». On identifie immédiatement le gaulois atrebo, datif pluriel d’*atir « père » (restitué à partir de matir « mère » et duxtir « fille [des parents] »), attesté aussi sur la tuile de Châteaubleau au vocatif ater. La chute de p- initial indo-européen est caractéristique de toutes les langues celtiques, ce qui fait d’*atir un parent du latin pater (datif patribus). Seul l'irlandais parmi les langues néo-celtiques conserve ce mot sous la forme athair « père » issu du vieil irlandais athir presque identique au gaulois, et le manxois ayr « père » passé dans  l'anglais local. 

### Moyen Âge
La stèle funéraire de la période gauloise a été réutilisée à l'époque carolingienne, le nom « RIMOETE » y étant rajouté.
Note de Pierre Le Tallec, recteur de Plumergat placée en tête de l'année 1684 :  Hoc anno hyems fuit gravissima, ita ut arbores prce frigore perierint et aruerint « Cette année, l'hiver a été très rigoureux, et les arbres ont été perdus par le froid »,...

### Révolution française
En 1799 des bandes royalistes, formées en bonne partie d'hommes de Pluméliau, Grand-Champ, Pluvigner, Plumergat, etc.. formèrent un rassemblement de 5 à 6 000 hommes.

### LeXIXesiècle
Bonaparte, alors Premier Consul, demande le 15 prairial an XI (4 juin 1803 à son ministre de la justice Régnier de demander des renseignements sur les maires et curés de Plumergat et des communes voisines, « ainsi que sur la situation de l'esprit public de ces communes et ceux des habitants qui pourraient être soupçonnés » de correspondre avec Georges Cadoudal.
Une épidémie de dysenterie fit 36 malades (dont 15 moururent) à Plumergat en 1876. Le docteur Alfred Fouquet explique la propagation de la maladie par les conditions de vie déplorables des habitants de la région qui « ne prennent absolument aucun soin, soit de leur propreté, soit de celle de leurs maisons. Ils jettent les selles des malades devant leur porte et parfois les vident dans la maison même, au milieu des cochons et des poulets, au milieu desquels ils grouillent. (...) Ils se refusent d'ailleurs à prendre aucun médicament ».

### LeXXesiècle

#### La Belle Époque
En 1901 un projet d'érection en commune distincte du village de Mériadec, divisé entre les communes de Plumergat, Pluneret et Plougoumelen, à la suite d'une pétition signée par de nombreux habitants de ce village et des hameaux avoisinants en date du 21 décembre 1898, est présenté au Conseil général du Morbihan ; les pétitionnaires font valoir « la distance qui les sépare de leurs chefs-lieux respectifs, l'abandon dans lequel ils sont laissés par les Conseils municipaux et la difficulté des communications, les chemins étant en si mauvais état qu'ils demeurent, le plus souvent, impraticables, surtout pendant la mauvaise saison » ; de plus, seule la partie de Mériadec appartenant à la commune de Plumergat dispose d'une section électorale distincte, ceux dépendant des communes de Pluneret et Plougoumelen sont distants pour certains de plus de 8 km de leurs chefs-lieux communaux. Mais les Conseils municipaux de ces trois communes, ainsi que le Conseil d'arrondissement ayant donné un avis défavorable, la demande est rejetée par le Conseil général.

#### La Première guerre mondiale
Le monument aux morts de Plumergat porte les noms de 128 soldats morts pour la France pendant la Première Guerre mondiale.
Jean Thomazo, né en 1892 à Mériadec, soldat au 1er régiment de marche d'Afrique, est fusillé pour l'exemple le 10 septembre 1916 à Maurepas (Somme) pour « avoir essayé de quitter le champ de bataille après avoir détroussé des cadavres allemands. »

#### La Seconde Guerre mondiale
Le monument aux morts de Plumergat porte les noms de sept personnes mortes pour la France pendant la Seconde Guerre mondiale.

## Politique et administration

### Liste des maires
| Période                                  | Période           | Identité                        | Étiquette | Qualité                                                                        |
| ---------------------------------------- | ----------------- | ------------------------------- | --------- | ------------------------------------------------------------------------------ |
| Les données manquantes sont à compléter. |                   |                                 |           |                                                                                |
| juin 1922                                | mai 1925          | François Marie Le Pévédic       |           | Meunier                                                                        |
| mai 1925                                 | mai 1929          | Mathurin Dréan                  |           |                                                                                |
| mai 1929                                 | après 1934        | François Marie Le Pévédic       |           | Meunier                                                                        |
| Les données manquantes sont à compléter. |                   |                                 |           |                                                                                |
| ca. 1946                                 | novembre 1947     | François Le Pévédic             |           |                                                                                |
| novembre 1947                            | août 1975 (décès) | Joseph Corfmat père (1908-1975) |           | Marchand de bestiaux et cultivateur                                            |
| septembre 1975                           | juillet 1984      | Joseph Corfmat fils             |           |                                                                                |
| juillet 1984                             | mars 2001         | Louis Jéhanno                   | DVD       | Cadre hospitalier                                                              |
| mars 2001                                | 25 mai 2020       | Michel Jalu                     | UMP → LR  | Cadre de la CPAM retraité Conseiller départemental du canton d'Auray (2015 → ) |
| 25 mai 2020                              | En cours          | Sandrine Cadoret                | SE        | Professeure de lycée professionnel, ancienne adjointe                          |

## Démographie
L'évolution du nombre d'habitants est connue à travers les recensements de la population effectués dans la commune depuis 1793. Pour les communes de moins de 10 000 habitants, une enquête de recensement portant sur toute la population est réalisée tous les cinq ans, les populations de référence des années intermédiaires étant quant à elles estimées par interpolation ou extrapolation. Pour la commune, le premier recensement exhaustif entrant dans le cadre du nouveau dispositif a été réalisé en 2004.

En 2022, la commune comptait 4 199 habitants, en évolution de +2,72 % par rapport à 2016 (Morbihan : +3,82 %, France hors Mayotte : +2,11 %).
| 1793  | 1800  | 1806  | 1821  | 1831  | 1836  | 1841  | 1846  | 1851  |
| ----- | ----- | ----- | ----- | ----- | ----- | ----- | ----- | ----- |
| 1 759 | 1 456 | 1 937 | 2 067 | 1 916 | 2 080 | 1 838 | 2 035 | 2 153 |

| 1856  | 1861  | 1866  | 1872  | 1876  | 1881  | 1886  | 1891  | 1896  |
| ----- | ----- | ----- | ----- | ----- | ----- | ----- | ----- | ----- |
| 2 137 | 2 109 | 2 145 | 1 959 | 2 204 | 2 276 | 2 270 | 2 518 | 2 588 |

| 1901  | 1906  | 1911  | 1921  | 1926  | 1931  | 1936  | 1946  | 1954  |
| ----- | ----- | ----- | ----- | ----- | ----- | ----- | ----- | ----- |
| 2 476 | 2 496 | 2 189 | 1 944 | 1 997 | 1 964 | 1 880 | 1 884 | 1 837 |

| 1962  | 1968  | 1975  | 1982  | 1990  | 1999  | 2004  | 2006  | 2009  |
| ----- | ----- | ----- | ----- | ----- | ----- | ----- | ----- | ----- |
| 1 734 | 1 773 | 1 961 | 2 291 | 2 449 | 2 597 | 3 055 | 3 143 | 3 411 |

| 2014  | 2019  | 2022  | - | - | - | - | - | - |
| ----- | ----- | ----- | - | - | - | - | - | - |
| 3 945 | 4 178 | 4 199 | - | - | - | - | - | - |

## Langue bretonne
À la rentrée 2016, 25 élèves étaient scolarisés dans la filière bilingue catholique (soit 6,8% des enfants de la commune inscrits dans le primaire).

## Tourisme
- La stèle gravée en langue gauloise est la seule connue en Bretagne et peut-être la plus ancienne de toutes les inscriptions connues en cette langue. selon certains spécialistes, elle aurait été gravée entre 200 et 399.
- Son bourg dit « aux Trois Clochers », en référence aux trois édifices religieux présents dans le bourg et séparés seulement de quelques mètres.
- Ses onze églises et chapelles.
- L’église Saint-Thuriau qui a conservé des arcades et des chapiteaux gravés de style roman.
- La chapelle Notre-Dame de Gornevec entièrement restaurée, ses vitraux et ses sablières sculptées.
- La chapelle de la Trinité dont les sablières et les larmiers foisonnent de sculptures animalières.
- Le circuit des Trois Clochers (8 km), présent dans le « Carnet de balades au cœur du pays d’Auray » en vente dans les offices de tourisme.

## Lieux et monuments
- Église Saint-Thuriau ;

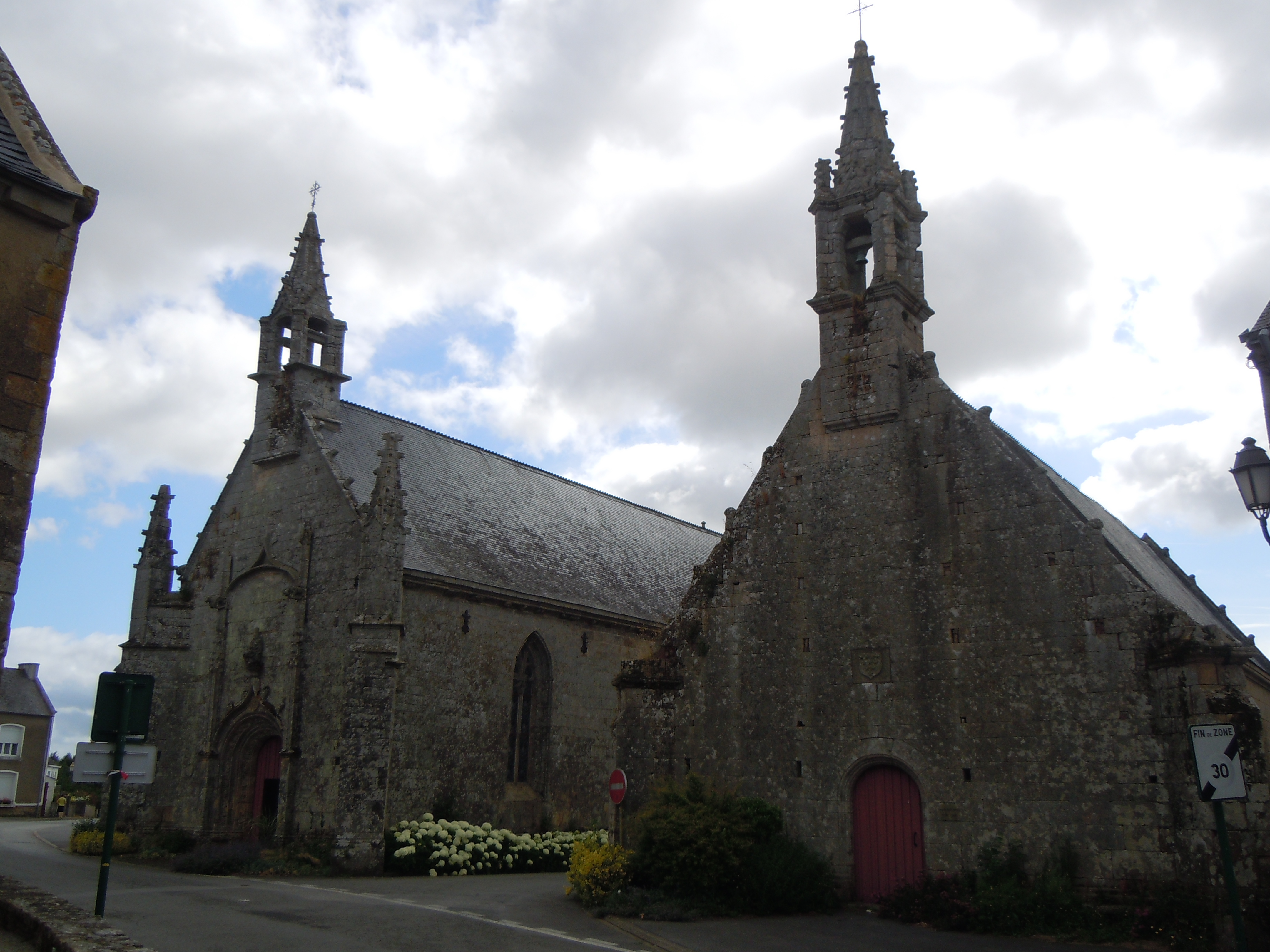
La chapelle de la Trinité (à gauche) et la chapelle Saint-Servais (à droite).

- Chapelle de la Trinité et chapelle Saint-Servais ;
- Chapelle de la Vraie-Croix de Langroix ;
- Chapelle Notre-Dame de Gornevec sauvée de la ruine avec le concours de l'association Breiz Santel ;
- Chapelle Saint-Maurice de Locmaria ;
- Fontaine Saint-Thuriau (jamais tarie de mémoire d'homme...[réf. nécessaire]), se trouvant sur la propriété de M. et Mme Le Moing (Prad Fetan) et gracieusement mise à disposition de la commune et des promeneurs...
- Croix du Gouah, située rue Anne-de-Bretagne ;
- Croix de la route de Brech, située rue Joseph-Evenas ;
- Croix du cimetière de Plumergat et croix de cimetière de Saint-Thuriau.

## Personnalités liées à la commune
- Sibylle Gabrielle Riquetti de Mirabeau, plus connue sous son pseudonyme Gyp, née en 1849 au château de Coétsal, femme de lettres (décédée en 1932).
- Jérôme Buléon, né en 1854 à Plumergat, historien (décédé en 1934).
- Joachim-Pierre Buléon, né en 1862 à Plumergat, ancien vicaire apostolique de Sénégambie, (décédé en 1900).
- Eugénie Le Sommer, née en 1989,  footballeuse internationale française, a effectué une partie de son parcours juniors l'AS Plumergat (1994-1995).